# Trama (micologia)

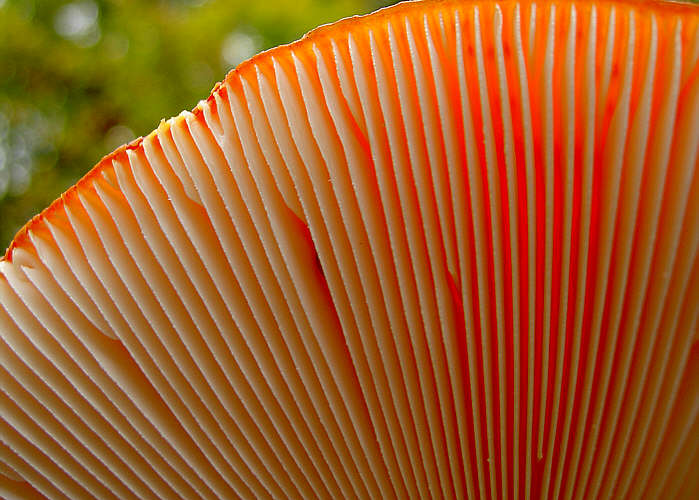
Trama dell'ovolo malefico. (foto: W.J.Pilsak)

La trama è la parte inferiore del cappello del fungo, la porzione carnosa interna del basidiocarpo, genericamente con forma lamellare.